# Guy Tegenbos
Guy Tegenbos (Ukkel, 1949) is een Vlaams journalist en columnist bij De Standaard.

## Levensloop
Guy Tegenbos studeerde politieke en sociale wetenschappen aan de Katholieke Universiteit Leuven en de Universiteit Antwerpen in Antwerpen. Hij ging aan de slag als onderzoeker op het departement Politieke Wetenschappen van de KU Leuven en beleidsmedewerker op het rectoraat van de Universiteit Antwerpen. In 1979 werd hij woordvoerder van CVP-ministers Rika De Backer en Daniël Coens. Sinds 1984 is hij politiek redacteur bij De Standaard. In 2015 nam hij afscheid als politiek redacteur. Sindsdien schrijft hij een wekelijke column voor de krant. Zijn belangstelling betreft vooral de Belgische politiek, institutionele hervormingen, onderwijs, gezondheidszorg, arbeidsmarkt, sociale politiek en sociale economie, en de nieuwe Vlamingen. Hij is ook actief als opiniemaker, debatmoderator en geëngageerde Vlaming. Zo is hij lid van het STEM-platform.